# Paul Papp
Paul Papp (Dej, 11 november 1989) is een Roemeens voetballer die doorgaans speelt als centrale verdediger. In februari 2023 verruilde hij Universitatea Craiova voor Petrolul Ploiești. Papp maakte in 2011 zijn debuut in het Roemeens voetbalelftal.

## Clubcarrière
Papp begon zijn carrière bij Unirea Dej, maar in 2008 maakte hij de overstap naar FC Botoșani. Bij die club debuteerde hij als achttienjarige met de aanvoerdersband om zijn arm, tegen Dunărea Giurgiu (2–1 winst). Begin 2009 werd hij verkozen tot beste centrale verdediger van de Liga II. Later werd bekend dat Botoşani financiële problemen had en daardoor zouden diverse spelers moeten vertrekken. In februari 2009 werd Papp verkocht aan FC Vaslui. Hij had moeite om zich in het eerste elftal te spelen en op 9 september werd hij verhuurd aan Farul Constanța om ervaring op te doen. Dinamo Boekarest wilde de verdediger graag overnemen in februari 2010, maar dat stak Vaslui een stokje voor. Aan het einde van het kalenderjaar 2010 werd Papp verkozen tot beste verdediger van de Roemeense competitie.
De prestaties van Papp bij Vaslui bleven niet onopgemerkt in het buitenland. Op 31 mei 2012 maakte Chievo Verona bekend de Roemeen voor een onbekend bedrag te hebben overgenomen. De Roemeense media schatten het bedrag tussen de anderhalf en tweeënhalf miljoen euro. Op 7 april 2013 maakte Papp zijn eerste doelpunt in de Serie A. Op bezoek bij Udinese maakte hij de 2–1. Uiteindelijk zou er met 3–1 verloren worden. Papp was bij Chievo veelal reservekeus en besloot terug te keren naar zijn vaderland. In januari 2014 werd hij voor zes maanden verhuurd aan Astra Giurgiu. In de halve finale van de Cupa României zette hij tegen Petrolul Ploiești de winnende treffer op zijn naam (2–1). Uiteindelijk zou Astra de finale winnen, maar in het duel met Steaua Boekarest speelde Papp niet mee. Na elf wedstrijden keerde hij terug naar Italië. Chievo verhuurde hem opnieuw, dit maal aan Steaua Boekarest, dat hem voor één seizoen tijdelijk overnam met een optie tot koop. In de winterstop besloot de clubleiding Papp direct over te nemen, nadat hij ook al zijn terugkeer in het nationale team had bewerkstelligd. Hij ondertekende een contract voor vijf jaar.
In de zomer van 2016 verliep de verbintenis van Papp in de Roemeense hoofdstad en hierop ging hij zijn tweede buitenlandse avontuur aan. Het Zwitserse FC Wil nam hem over. Tegelijk met de Roemeen werden ook Igor N'Ganga en Murat Akın aangetrokken. Papp ondertekende een contract voor drie jaar. In Zwitserland speelde de verdediger zestien competitiewedstrijden, waarin hij tot drie treffers wist te komen. In alle duels speelde hij de volledige negentig minuten mee. In de winterstop mocht Papp echter vertrekken bij de Zwitserse club en hij werd transfervrij overgenomen door Karabükspor. Bij die club zette hij zijn handtekening onder een verbintenis voor de duur van anderhalf jaar. Een jaar en zesentwintig competitieduels later trok Papp naar Sivasspor, dat hem een contract voor tweeënhalf jaar voorschotelde. In de zomer van 2019 werd het contract van de Roemeen ontbonden, net als van zijn landgenoot Gabriel Torje en van doelman Sergio Rochet. Twee maanden later kreeg hij toch een nieuw contract, voor een seizoen. Na afloop van deze jaargang keerde Papp terug in Roemenië, waar hij voor Universitatea Craiova tekende. In februari 2023 verkaste de verdediger naar Petrolul Ploiești.

## Clubstatistieken
| Seizoen           | Club                  | Competitie   | Competitie | Competitie | Beker | Beker | Internationaal | Internationaal | Totaal | Totaal |
| Seizoen           | Club                  | Competitie   | Wed.       | Dlp.       | Wed.  | Dlp.  | Wed.           | Dlp.           | Wed.   | Dlp.   |
| ----------------- | --------------------- | ------------ | ---------- | ---------- | ----- | ----- | -------------- | -------------- | ------ | ------ |
| 2006/07           | Unirea Dej            | Liga II      | 9          | 0          | 0     | 0     | —              | —              | 9      | 0      |
| 2007/08           | Unirea Dej            | Liga III     | 29         | 3          | 0     | 0     | —              | —              | 29     | 3      |
| 2008/09           | FC Botoșani           | Liga II      | 14         | 0          | 4     | 0     | —              | —              | 18     | 0      |
| 2008/09           | FC Vaslui             | Liga I       | 1          | 0          | 0     | 0     | —              | —              | 1      | 0      |
| 2009/10           | Farul Constanța       | Liga II      | 12         | 0          | 2     | 0     | —              | —              | 14     | 0      |
| 2009/10           | FC Vaslui             | Liga I       | 16         | 2          | 3     | 0     | —              | —              | 19     | 2      |
| 2010/11           | FC Vaslui             | Liga I       | 32         | 3          | 1     | 0     | 2              | 0              | 35     | 3      |
| 2011/12           | FC Vaslui             | Liga I       | 25         | 1          | 5     | 0     | 6              | 0              | 36     | 1      |
| 2012/13           | Chievo Verona         | Serie A      | 8          | 1          | 1     | 0     | —              | —              | 9      | 1      |
| 2013/14           | Chievo Verona         | Serie A      | 6          | 0          | 2     | 0     | —              | —              | 8      | 0      |
| 2013/14           | Astra Giurgiu         | Liga I       | 11         | 1          | 1     | 1     | —              | —              | 12     | 2      |
| 2014/15           | Steaua Boekarest      | Liga I       | 20         | 2          | 8     | 0     | 6              | 0              | 34     | 2      |
| 2015/16           | Steaua Boekarest      | Liga I       | 17         | 1          | 6     | 0     | 6              | 0              | 29     | 1      |
| 2016/17           | FC Wil                | Super League | 16         | 3          | 0     | 0     | —              | —              | 16     | 3      |
| 2016/17           | Karabükspor           | Süper Lig    | 12         | 1          | 0     | 0     | —              | —              | 12     | 1      |
| 2017/18           | Karabükspor           | Süper Lig    | 14         | 0          | 1     | 0     | —              | —              | 15     | 0      |
| 2017/18           | Sivasspor             | Süper Lig    | 3          | 0          | 0     | 0     | —              | —              | 3      | 0      |
| 2018/19           | Sivasspor             | Süper Lig    | 16         | 0          | 1     | 0     | —              | —              | 17     | 0      |
| 2019/20           | Sivasspor             | Süper Lig    | 3          | 0          | 6     | 0     | —              | —              | 9      | 0      |
| 2020/21           | Universitatea Craiova | Liga I       | 18         | 1          | 2     | 0     | 0              | 0              | 20     | 1      |
| 2021/22           | Universitatea Craiova | Liga I       | 22         | 1          | 3     | 0     | 0              | 0              | 25     | 1      |
| 2022/23           | Universitatea Craiova | Liga I       | 17         | 1          | 1     | 0     | 4              | 0              | 22     | 1      |
| Petrolul Ploiești | 12                    | Liga I       | 0          | 0          | 0     | —     | —              | 12             | 0      |        |
| Petrolul Ploiești | 2023/24               | Liga I       | 35         | 1          | 0     | 0     | —              | —              | 35     | 1      |
| Petrolul Ploiești | 2024/25               | Liga I       | 26         | 2          | 1     | 0     | —              | —              | 27     | 2      |
| Totaal            | Totaal                | Totaal       | 394        | 24         | 48    | 1     | 24             | 0              | 466    | 25     |

Bijgewerkt op 11 maart 2025.

## Interlandcarrière
Papp debuteerde in het Roemeens voetbalelftal op 8 februari 2011 in een vriendschappelijke wedstrijd tegen Oekraïne (2–2 gelijkspel). Hij mocht van bondscoach Răzvan Lucescu het gehele duel meespelen. De andere debutanten waren Florin Gardoș (Steaua Boekarest), Sabrin Sburlea (Rapid Boekarest) en Liviu Ganea (Dinamo Boekarest). Op 15 augustus 2012 maakte hij, in zijn elfde interland, zijn eerste doelpunt. Op bezoek bij Slovenië werd met 4–3 verloren. Negen minuten na rust had Papp getekend voor de eerste Roemeense treffer van het duel. Twee jaar later speelde de verdediger zijn twaalfde interland; tegen Noord-Ierland scoorde Papp beide doelpunten en was zo verantwoordelijk voor de 2–0 zege op de Britten.
| Interlands van Paul Papp voor Roemenië | Interlands van Paul Papp voor Roemenië | Interlands van Paul Papp voor Roemenië | Interlands van Paul Papp voor Roemenië | Interlands van Paul Papp voor Roemenië | Interlands van Paul Papp voor Roemenië |
| №                                      | Datum                                  | Wedstrijd                              | Uitslag                                | Competitie                             | Goals                                  |
| Als speler van FC Vaslui               | Als speler van FC Vaslui               | Als speler van FC Vaslui               | Als speler van FC Vaslui               | Als speler van FC Vaslui               | Als speler van FC Vaslui               |
| -------------------------------------- | -------------------------------------- | -------------------------------------- | -------------------------------------- | -------------------------------------- | -------------------------------------- |
| 1                                      | 8 februari 2011                        | Roemenië – Oekraïne                    | 2 – 2                                  | Vriendschappelijk                      |                                        |
| 2                                      | 3 juni 2011                            | Roemenië – Bosnië en Herzegovina       | 3 – 0                                  | EK 2012 kwalificatie                   |                                        |
| 3                                      | 7 juni 2011                            | Brazilië – Roemenië                    | 1 – 0                                  | Vriendschappelijk                      |                                        |
| 4                                      | 12 juni 2011                           | Paraguay – Roemenië                    | 2 – 0                                  | Vriendschappelijk                      |                                        |
| 5                                      | 11 november 2011                       | België – Roemenië                      | 2 – 1                                  | Vriendschappelijk                      |                                        |
| 6                                      | 15 november 2011                       | Griekenland – Roemenië                 | 1 – 3                                  | Vriendschappelijk                      |                                        |
| 7                                      | 27 januari 2012                        | Turkmenistan – Roemenië                | 0 – 4                                  | Vriendschappelijk                      |                                        |
| 8                                      | 29 februari 2012                       | Roemenië – Uruguay                     | 1 – 1                                  | Vriendschappelijk                      |                                        |
| 9                                      | 30 mei 2012                            | Zwitserland – Roemenië                 | 0 – 1                                  | Vriendschappelijk                      |                                        |
| 10                                     | 5 juni 2012                            | Oostenrijk – Roemenië                  | 0 – 0                                  | Vriendschappelijk                      |                                        |
| Als speler van Chievo Verona           |                                        |                                        |                                        |                                        |                                        |
| 11                                     | 15 augustus 2012                       | Slovenië – Roemenië                    | 4 – 3                                  | Vriendschappelijk                      | 56'                                    |
| Als speler van Steaua Boekarest        |                                        |                                        |                                        |                                        |                                        |
| 12                                     | 14 november 2014                       | Roemenië – Noord-Ierland               | 2 – 0                                  | EK 2016 kwalificatie                   | 74' 79'                                |
| 13                                     | 18 november 2014                       | Roemenië – Denemarken                  | 2 – 0                                  | Vriendschappelijk                      |                                        |
| 14                                     | 29 maart 2015                          | Roemenië – Faeröer                     | 1 – 0                                  | EK 2016 kwalificatie                   |                                        |
| 15                                     | 13 juni 2015                           | Noord-Ierland – Roemenië               | 0 – 0                                  | EK 2016 kwalificatie                   |                                        |
| 16                                     | 4 september 2015                       | Hongarije – Roemenië                   | 0 – 0                                  | EK 2016 kwalificatie                   |                                        |
| 17                                     | 7 september 2015                       | Roemenië – Griekenland                 | 0 – 0                                  | EK 2016 kwalificatie                   |                                        |
| 18                                     | 8 oktober 2015                         | Roemenië – Finland                     | 1 – 1                                  | EK 2016 kwalificatie                   |                                        |

Bijgewerkt op 11 maart 2025.

## Erelijst
| Competitie         |               |               |               |               |
| Competitie         | Aantal        | Jaren         |               |               |
| Astra Giurgiu      | Astra Giurgiu | Astra Giurgiu | Astra Giurgiu | Astra Giurgiu |
| ------------------ | ------------- | ------------- | ------------- | ------------- |
| Cupa României      | 1             | 2013/14       |               |               |
| Supercupa României | 1             | 2014          |               |               |
| Steaua Boekarest   |               |               |               |               |
| Liga I             | 1             | 2014/15       |               |               |
| Cupa României      | 1             | 2014/15       |               |               |
| Cupa Ligii         | 1             | 2014/15       |               |               |